# 1949-es magyar úszóbajnokság
Az 1949-es magyar úszóbajnokságot szeptemberben rendezték meg Budapesten.

## Eredmények

### Férfiak
| Versenyszám                                   | Arany                                                          | Arany      | Ezüst                                                            | Ezüst   | Bronz                           | Bronz   |
| --------------------------------------------- | -------------------------------------------------------------- | ---------- | ---------------------------------------------------------------- | ------- | ------------------------------- | ------- |
| 100 m gyorsúszás szeptember 16.               | Szilárd Zoltán Ferencvárosi TC                                 | 59,4       | Nyéki Imre Bp. Előre                                             | 59,4    | Gyöngyösi László Bp. Előre      | 1:01,2  |
| 200 m gyorsúszás szeptember 17.               | Nyéki Imre Bp. Előre                                           | 2:13,2     | Csordás György Ferencvárosi TC                                   | 2:14,0  | Szilárd Zoltán Ferencvárosi TC  | 2:18,0  |
| 400 m gyorsúszás július 24.                   | Csordás György Ferencvárosi TC                                 | 4:45,4     | Nyéki Imre Bp. Előre                                             | 4:53,8  | Mitró György Bp. Előre          | 4:54,2  |
| 800 m gyorsúszás július 30.                   | Csordás György Ferencvárosi TC                                 | 10:08,2    | Nyéki Imre Bp. Előre                                             | 10:24,6 | Kettesi Gusztáv Ferencvárosi TC | 10:35,2 |
| 1500 m gyorsúszás szeptember 25.              | Csordás György Ferencvárosi TC                                 | 19:48,4    | Mitró György Bp. Előre                                           | 20:18,2 | Zsótér Ferencvárosi TC          | 21:21,4 |
| 100 m hátúszás szeptember 18.                 | Válent Gyula Egri SZTK                                         | 1:11,0     | Gyöngyösi László Bp. Előre                                       | 1:12,0  | Tumpek György MÁVAG             | 1:14,8  |
| 200 m hátúszás július 31.                     | Válent Gyula Egri SZTK                                         | 2:36,4 ocs | Gyöngyösi László Előre                                           | 2:38,6  | Kettesi Gusztáv Ferencvárosi TC | 2:40,0  |
| 100 m mellúszás szeptember 17.                | Lukács Emil Bp. Előre                                          | 1:19,2     | Végvári László Ferencvárosi TC                                   | 1:19,6  | Kelemen Nyíregyháza             | 1:23,2  |
| 200 m mellúszás július 30.                    | Végvári László Ferencvárosi TC                                 | 2:52,8     | Lukács Emil Bp. Előre                                            | 2:57,6  | Bánki Zoltán Bp. Előre          | 3:04,6  |
| 100 m pillangóúszás szeptember 16.            | Németh Sándor Csepeli MTK                                      | 1:13,6     | Hasznos István Szolnoki MTE                                      | 1:14,2  | Bánki Zoltán Bp. Előre          | 1:15,2  |
| 200 m pillangóúszás július 24.                | Németh Sándor Csepeli MTK                                      | 2:47,8     | Bánki Zoltán Bp. Előre                                           | 2:50,4  | Gyarmati Újpesti TE             | 2:53,2  |
| 300 m vegyes úszás december 4.                | Nyéki Imre Bp. Előre                                           | 3:59,2 ocs | Tumpek György MÁVAG                                              | 4:00,6  | Gyöngyösi László Előre          | 4:04,8  |
| 4 × 100 m gyorsváltó szeptember 17.           | Bp. Előre Gróza Mitró György Gyöngyösi László Nyéki Imre       | 4:07,6     | Ferencvárosi TC Zsótér Demjén Ottó Csordás György Szilárd Zoltán | 4:08,8  | Egri SZTK                       | 4:15,4  |
| 4 × 200 m gyorsváltó szeptember 16.           | Bp. Előre Gróza Mitró György Gyöngyösi László Nyéki Imre       | 9:23,6     | Ferencvárosi TC                                                  | 9:31,2  | Egri SZTK                       | 9:46,0  |
| 100-200-200-100 m vegyes váltó szeptember 18. | Bp. Előre Gyöngyösi László Lukács Emil Bánki Zoltán Nyéki Imre | 7:55,6 ocs | Ferencvárosi TC                                                  | 8:08,0  | Egri SZTK                       | 8:28,0  |

### Nők
| Versenyszám                           | Arany                                                                    | Arany  | Ezüst                                                                | Ezüst  | Bronz                        | Bronz  |
| ------------------------------------- | ------------------------------------------------------------------------ | ------ | -------------------------------------------------------------------- | ------ | ---------------------------- | ------ |
| 100 m gyorsúszás szeptember 17.       | Temes Judit Bp. Előre                                                    | 1:07,2 | Stefán Judit Csepeli MTK                                             | 1:15,2 | Gergely Bp. Előre            | 1:16,2 |
| 200 m gyorsúszás július 31.           | Székely Éva Bp. Lokomotív                                                | 2:32,0 | Temes Judit Bp. Előre                                                | 2:35,0 | Stefán Judit Csepeli MTK     | 2:44,8 |
| 400 m gyorsúszás szeptember 16.       | Székely Éva Bp. Lokomotív                                                | 5:24,8 | Gyenge Valéria Bp. Lokomotív                                         | 5:43,3 | Stefán Judit Csepeli MTK     | 5:56,0 |
| 100 m hátúszás szeptember 16.         | Temes Judit Bp. Előre                                                    | 1:18,2 | Novák Ilona Ferencvárosi TC                                          | 1:19,2 | Kárpáti Judit Bp. Előre      | 1:20,2 |
| 200 m hátúszás szeptember 18.         | Temes Judit Bp. Előre                                                    | 2:52,2 | Kárpáti Judit Bp. Előre                                              | 3:11,0 | Csala Márta Újpesti TE       | 3:11,8 |
| 100 m mellúszás szeptember 16.        | Novák Éva Ferencvárosi TC                                                | 1:22,8 | Kiss Éva Újpesti TE                                                  |        | Győr M. Egri SZTK            | 1:35,0 |
| 200 m mellúszás szeptember 17.        | Novák Éva Ferencvárosi TC                                                | 3:01,0 | Littomeritzky Mária Bp. Lokomotív                                    | 3:17,4 | Kiss Éva Újpesti TE          | 3:19,4 |
| 100 m pillangóúszás szeptember 18.    | Székely Éva Bp. Lokomotív                                                | 1:21,0 | Littomeritzky Mária Bp. Lokomotív                                    | 1:26,4 | Barta Júlia Bp. Lokomotív    | 1:32,0 |
| 200 m pillangóúszás július 30.        | Székely Éva Bp. Lokomotív                                                | 3:03,6 | Temes Judit Bp. Előre                                                | 3:19,0 | Barta Júlia Bp. Lokomotív    | 3:56,6 |
| 200 m vegyes december 4.              | Székely Éva Bp. Lokomotív                                                | 2:45,6 | Novák Ilona Ferencvárosi TC                                          | 2:55,6 | Gyenge Valéria Bp. Lokomotív | 2:59,0 |
| 4 × 100 m vegyes váltó szeptember 17. | Bp. Lokomotív Littomeritzky Mária Barta Júlia Székely Éva Gyenge Valéria | 5:43,4 | Ferencvárosi TC Novák Éva Novák Ilona Gréger Erzsébet Kajdócsi Mária | 5:47,2 | Bp. Előre Temes Judit        | 5:47,4 |